# Ephippiger
Ephippiger – rodzaj owadów prostoskrzydłych z rodziny pasikonikowatych (Tettigoniidae) obejmujący kilkanaście gatunków zaliczanych do siodlarek. Występują w Europie. 
Gatunkiem typowym jest – jedyny występujący w Polsce przedstawiciel rodzaju – Gryllus ephippiger (= Ephippiger ephippiger) – siodlarka stepowa.